# جون ستيوارت (فيلسوف)
جون ستيوارت هو فيلسوف دنماركي، ولد في 1961.

## وصلات خارجية
- الموقع الرسمي